# Гриффи, Кен (младший)
Джордж Кеннет Кен Гриффи-младший (англ. George Kenneth "Ken" Griffey, Jr.; род. 21 ноября 1969, Donora, Пенсильвания) — американский профессиональный бейсболист, отыгравший 22 сезона в Главной лиге бейсбола на позиции аутфилдера. Большую часть профессиональной карьеры он провёл в клубах «Сиэтл Маринерс» и «Цинциннати Редс», а также недолго играл за «Чикаго Уайт Сокс». 13-кратный участник матча всех звёзд МЛБ, Гриффи считается одним из лучших выбивающих хоум-раны в истории бейсбола. За свою карьеру он выбил 630 хоум-ранов, что является шестым показателем в истории МЛБ. Гриффи также был хорошим защитником и выиграл 10 наград Голден Глоув среди центрфилдеров. Он делит рекорд МЛБ по количеству подряд проведённых игр, в которых был выбит хоум-ран.
Гриффи в настоящее время работает в руководстве «Сиэтл Маринерс» в качестве специального консультанта. 10 августа 2013 года Гриффи стал седьмым человеком, включённым в Зал славы «Маринерс». Кен является сыном бывшего игрока МЛБ Кена Гриффи-старшего.